# Husar na střeše
Husar na střeše (v originále Le Hussard sur le toit) je francouzský hraný film z roku 1995, který režíroval Jean-Paul Rappeneau podle stejnojmenného románu Jeana Giona. Snímek měl světovou premiéru dne 20. září 1995.

## Děj
Angelo Pardi je mladý italský aristokrat, plukovník husarů a karbonář, který musel po rakouském dobytí a účasti na revolučních spiknutích jako jiní odpůrci uprchnout z rodného Piemontu. Spolu s ním přijelo do Provence mnoho lidí.
V roce 1832 se usadil v Aix a zůstal v utajení, dokud ho skupina čtyř rakouských agentů nevypátrala se záměrem ho zavraždit. Uteče a vyráží na koni po silnicích, když vypukne epidemie cholery. Má v úmyslu najít Giuseppa, svého přítele a nevlastního bratra. Dorazí do města Manosque zpustošeného epidemií. Je obviněn z otravy fontán, tak se uchýlí na střechy města, aby si zachránil kůži. Náhodou potkává mladou markýzu Pauline de Théus, která ho navzdory nákaze beze strachu přijme ve svém domě.
Jsou nuceni uprchnout z města v karanténě a snaží se překonat armádní zátarasy. On se chce vrátit do Itálie a ona se chce vrátit na svůj majetek, hrad severně od Gapu, kde se pravděpodobně nachází její manžel Laurent.

## Obsazení
| Juliette Binocheová | markýza Pauline de Théus      |
| Olivier Martinez    | plukovník Angelo Pardi        |
| Claudio Amendola    | Maggionari                    |
| Isabelle Carré      | guvernantka                   |
| François Cluzet     | lékař                         |
| Jean Yanne          | prodejce léků                 |
| Pierre Arditi       | pan Peyrolle                  |
| Christiane Cohendy  | paní Peyrolle                 |
| Tony Lemiere        | Adrien Peyrolle               |
| Gérard Depardieu    | policejní komisař de Manosque |
| Carlo Cecchi        | Giuseppe                      |
| Laura Marinoni      | Carla                         |
| Paul Freeman        | markýz Laurent de Théus       |
| Yolande Moreau      | paní Rigoard                  |
| Daniel Russo        | pan Rigoard                   |
| Françoise Hubert    | venkovanka                    |
| Richard Sammel      | Franz                         |
| Georges Neri        | starý žnec                    |
| Hervé Pierre        | brigadýr Maugin               |
| Michel Cordes       | seržant                       |
| Antonin Lebas-Joly  | Edmond                        |
| Jacques Sereys      | starý muž                     |
| Élisabeth Margoni   | sedlákova žena                |
| Christophe Odent    | pan Barthelemy                |
| Jean-Marie Winling  | Alexandre Petit               |
| Michel Bellier      | uprchlice                     |
| Yvonne Gamy         | babička                       |
| Joëlle Sevilla      | řeholnice                     |
| Roseline Villaumé   | žena                          |

## Ocenění
- César: nejlepší kamera (Thierry Arbogast), nejlepší zvuk (Pierre Gamet, Jean Goudier a Dominique Hennequin), nominace v kategoriích nejlepší film, nejlepší režie (Jean-Paul Rappeneau), nejlepší herečka (Juliette Binoche), nejslibnější herečka (Isabelle Carré), nejlepší původní hudba (Jean-Claude Petit), nejlepší výprava (Jacques Rouxel, Ezio Frigerio a Christian Marti), nejlepší střih (Noëlle Boisson), nejlepší kostýmy (Franca Squarciapino)
- Národní unie italských filmových novinářů: Stříbrná stuha pro nejlepší kostýmy (Franca Squarciapino)
- Motion Picture Sound Editors: Cena Golden Reel za nejlepší střih zvuku pro zahraniční celovečerní film